# Меланони
Меланоните (Melanonus) са род животни, единственият в семейство Меланонови (Melanonidae).
Таксонът е описан за пръв път от Алберт Гюнтер през 1878 година.

## Видове
- Melanonus gracilis
- Melanonus zugmayeri